# Jacques du Breul
Jacques du Breul est un moine bénédictin français de l'abbaye Saint-Germain-des-Prés, né à Paris (au milieu du Petit-Pont) le 17 septembre 1528, mort à Saint-Germain-des-Prés le 17 juillet 1614, à quatre-vingt-cinq ans.

## Biographie
Il a rédigé lui-même une notice autobiographique en latin, reproduite en partie dans la préface de son édition de l'Histoire des Francs d'Aimoin de Fleury. À seize ou dix-sept ans, il eut charge, sans être ordonné, de la paroisse rurale de Lisses, que lui avait laissée un oncle paternel mourant. Il prit l'habit de novice à Saint-Germain-des-Prés le 10 juillet 1549, à vingt ans, prononça ses vœux le 25 juillet 1560, fut sous-diacre en 1561, diacre en 1563, et ordonné prêtre le 22 décembre 1564. De 1572 à 1575, il exerça la charge de prieur claustral de l'abbaye Saint-Pierre de Brantôme, dans le Périgord, et de 1575 à 1578 celle d'abbé de Saint-Alyre, en Auvergne.
Revenu à Saint-Germain-des-Prés, il y fut nommé prieur claustral le 27 juillet 1580, puis à nouveau en 1589. En 1592, il fut renommé supérieur de l'abbaye de Saint-Alyre. En 1594, le cardinal Charles de Bourbon, abbé commendataire de Saint-Germain-des-Prés (et de plusieurs autres abbayes), se sentant proche de la fin (il mourut le 30 juillet de cette année), se retira dans cette abbaye et réclama la présence du Père du Breul, qu'il appréciait beaucoup. Dom du Breul, âgé de soixante-six ans, revint donc à Saint-Germain-des-Prés et n'en bougea plus ensuite. Il y fut nommé prieur claustral pour la troisième fois en 1597. Il se vit ensuite confier la gestion des riches archives de l'abbaye. Il indique aussi dans la préface de son édition d'Isidore de Séville qu'il possédait une bibliothèque particulière très enviée, formée en majeure partie de dons du premier cardinal de Bourbon (mort en 1590, abbé commendataire depuis 1562), qui l'aimait beaucoup aussi.

## Œuvres
Il donna son édition annotée des œuvres d'Isidore de Séville en 1601 (un volume in-folio), celle de l'Histoire des Francs d'Aimoin de Fleury en 1603 (avec à la suite, dans le même volume, l' Histoire de la translation de saint Vincent, d'Aimoin de Saint-Germain-des-Prés, car il confondait les deux homonymes, l'Histoire du siège de Paris d'Abbon de Saint-Germain-des-Prés, et la Chronique du Mont-Cassin de Léon d'Ostie). En 1610, il fit imprimer la Règle de saint Benoît avec un ancien cérémonial de la congrégation de Bursfelde, en Allemagne. En 1612, il publia la Vie de monseigneur l'illustrissime prince et révérendissime cardinal Charles de Bourbon (il s'agit du premier).
Mais son ouvrage qui eut le plus de renommée est consacré à l'histoire de Paris : le Théâtre des antiquités de Paris, où est traité de la fondation des églises et chapelles de la cité, Université, ville et diocèse de Paris, comme aussi de l'institution du Parlement, fondation de l'Université et collèges, et autres choses remarquables, publié en français en 1612, en quatre livres et 1310 pages, avec des gravures représentant des tombeaux et des portraits de personnages célèbres. Les remerciements du début, qui couvrent six pages (et où on relève les noms de Louis Séguier, doyen des chanoines de Notre-Dame, de Jacques Auguste de Thou, président au Parlement, de Nicolas Lefèvre, précepteur de Louis XIII, de Guillaume Du Peyrat, aumônier du roi...), montrent que ce fut un ouvrage collectif. Le Père du Breul y adjoignit en 1614 un supplément en latin, recueil de documents en grande partie inédits extraits des archives de son abbaye : Supplementum antiquitatum urbis Parisiacæ, quoad sanctorum Germani a pratis et Mauri Fossatensis cœnobia (dédié à Jean du Tillet, greffier au Parlement, fils du fameux historien).
Le Théâtre des antiquités de Paris fut réédité en 1639 (et la même année parut un Supplément des antiquités de Paris, dû à un anonyme, avocat au Parlement). En 1640, il y eut une troisième édition en format grand in-folio, avec des additions nombreuses sur les travaux exécutés depuis 1612, due à Claude Malingre (1580-1653), historiographe du roi.
Jacques du Breul a aussi laissé en manuscrit une Chronique de l'abbaye Saint-Germain-des-Prés en latin, qui existe en plusieurs exemplaires à la Bibliothèque nationale (avec deux rédactions, de 1569 et de 1587), et qui fut traduite en français par dom Simon Millet, également moine de l'abbaye. Il y eut au siècle suivant l'Histoire de l'abbaye royale de Saint-Germain-des-Prés, de dom Jacques Bouillart (Paris, 1724), qui en a largement tiré parti.
- Les Antiquites et choses plus remarquables de Paris recueillies par M. Pierre Bonfons, contrôleur au grenier et magasin à sel de Pontoise, augmentées par Frère Jacques du Breul, religieux octogénaire de l'Abbaye de Saint Germain des Prés, par Nicolas Bonfons, Paris, 1608 (lire en ligne)
- Le théâtre des antiquitez de Paris , où est traicté de la fondation des églises et chapelles de la cité, université, ville et diocèse de Paris, comme aussi de l'institution du Parlement, fondation de l'Université et collèges, chez Claude de la Tour', Paris, 1612 (lire en ligne)
- Annotation de Sancti Isodori Hispalensis episcopi, opera omnia, Antoine Hierat, Cologne, 1617 (lire en ligne)
- Le Théâtre des antiquitez de Paris Augmenté en cette édition d'un supplément contenant le nombre des monastères, églises, l'agrandissement de la ville et fauxbourgs qui s'est faict depuis l'année 1610 jusques à présent, société frd imptimrimeursn O=Paris, 1639 (lire en ligne)